# Georg-Wilhelm Schulz
Georg-Wilhelm Schulz (Keulen, 10 maart 1906 - Hamburg, 5 juli 1986), was een Kapitänleutnant in de Kriegsmarine tijdens de Tweede Wereldoorlog. Van september 1939 tot en met zijn terugtrekking uit de frontlijn, was hij in actieve dienst tot september 1941. Hij bracht 19 schepen voor een totaal van 89.885 BRT aan scheepsruimte tot zinken. Voor deze oorlogsdaden ontving hij het Ridderkruis van het IJzeren Kruis, samen met andere hogere vermeldingen.

## Persoonlijke informatie
Georg-Wilhelm Schulz werd geboren in Keulen op 10 maart 1906. Schulz begon zijn marinecarrière, zoals Jost Metzler en Günther Prien, na een periode van tien jaar bij de koopvaardijvloot, waar hij sommige jaren op zeilschepen voer. In oktober 1933 nam hij bij de Kriegsmarine als HSO, Handelschiffoffizier (officier op een koopvaardijschip) deel.
Op 27 september 1935 kwam hij bij de U-Bootstrijdmacht als Oberfähnrich-zur-See (Oppervaandrig-ter-zee), waar hij een opleiding kreeg van drie en een half jaar bij de U-bootdienst. Dat maakte van hem een van de officieren die een degelijke vooroorlogse opleiding ontvingen. Gedurende deze periode nam hij met de Kriegsmarine deel aan de Spaanse Burgeroorlog aan de zijde van de Spaanse Nationalisten, waar hij op 6 juni 1939 het Spaanse Kruis-medaille verkreeg. Op 5 januari 1939 kreeg Schulz zijn eerst bevel op de U 10 en vervolledigde twee korte patrouilles in de herfst van 1939. Hij werd tot Kapitänleutnant bevorderd op 1 april 1939 en tijdens het uitbreken van de oorlog verrichtte hij twee korte patrouilles later op dat jaar, voordat hij de U 10 op 15 oktober verliet.

## Oorlogsperiode en carrière
Na de gebruikelijke "Baubelehrung" (bouwinstructies) kwam hij op de U 64 op 16 december 1939. Zijn eerste patrouille was pas 8 dagen bezig toen er echter iets gebeurde in de Noorse wateren in april 1940 tijdens de invasie van Noorwegen. De U-boot werd op 13 april 1940 door een bom van 350-pond van een Brits Fairey Swordfish-vliegtuig en door mitrailleurvuur tot zinken gebracht, terwijl hij in de buurt van Herjangsfjord, Narvik, patrouilleerde. Kptlt. Schulz was een van de 38 overlevenden van de U 64, waaronder 8 manschappen sneuvelden. De Fairey Swordfish was afkomstig van het Britse slagschip HMS Warspite. Ze werden gered door Duitse Bergjäger-troepen. Van hen zou de bemanning het "gelukbrengende" Edelweiss-embleem overnemen voor hun latere U 124.
Twee maanden later verkreeg Schulz de U 124, ook een Type IXB-U-boot. Hij bereikte voornamelijk opmerkelijke successen op zijn vierde patrouille, waar hij 11 schepen tot zinken bracht voor een totaal van 52.379 ton en beschadigde daarna nog twee koopvaardijschepen. Schulz werd bekroond met het Ridderkruis van het IJzeren Kruis op 4 april 1941. Schulz verliet de U-boot op 7 september 1941 en gaf zijn U-boot over aan Johann Mohr, die met de U 124 zeer succesvol was. Sommige wachtofficieren van de U 124 werden na die periode ook zelf later geweldige azen. Dit waren o.a. Reinhard Hardegen, Werner Henke en Johann Mohr.
Kptlt. Schulz werd de commandant van het 6. Unterseebootsflottille, op 1 april 1943 eerst in Danzig, en later in St. Nazaire. In oktober 1943 werd Korvkpt. Schulz naar het Stafpersoneel overgeplaatst van de FdU Ausbildungsflottillen (Commandant Opleiding Smaldelen) in het toenmalige Gotenhafen, heden Gdynia, in het tegenwoordige Polen. Daar was hij de Nummer Eén (Eerste admiraalpersoneelsofficier) en was hij ook leider van de Erprobungsgruppe U-Boote (die groepen U-boten uittesten), en waar de nieuwe U-boten van het Type XXI en Type XXIII werden getest. Op 22 april 1945 werd hij de laatste commandant van het 25ste Smaldeel.

## Naoorlogse tijd
Er is weinig bekend over Georg-Wilhelm Schulz zijn naoorlogse activiteiten. Hij overleed in Hamburg op 5 juli 1986 op 80-jarige leeftijd.

## Successen
- 19 schepen tot zinken gebracht voor een totaal van 89.885 brt
- 1 schip Beschadigd voor een totaal van 3.900 brt

## Militaire loopbaan
- Offiziersanwärter: 1 april 1932[2] - 4 oktober 1933[1]
- Fähnrich zur See: 1 januari 1934[1][2]
- Oberfähnrich zur See: 1 september 1935[1][2]
- Leutnant zur See: 1 januari 1936[1][2]
- Oberleutnant Zur See: 1 oktober 1937[1][2]
- Kapitänleutnant: 1 april 1939[1][2]
- Korvettenkapitän: 1 april 1943[1][2]

## Decoraties
- Ridderkruis van het IJzeren Kruis op 4 april 1941 als Kapitänleutnant en Commandant van de U-124, Kriegsmarine[1][2][3][4]
- IJzeren Kruis 1939, 1e Klasse (25 september 1940)[1][2][4][5] en 2e Klasse (25 september 1940)[1][2][4][5]
- Dienstonderscheiding van Leger en Marine voor (4 dienstjaren) op 15 oktober 1937[1][5]
- Spanjekruis in brons met Zwaarden op 6 juni 1939[1][2][4][5]
- Anschlussmedaille op 1 oktober 1939[1][5]
- Onderzeebootoorlogsinsigne 1939 op 23 december 1939[1][2][4][5]
- Kruis voor Oorlogsverdienste, 1e Klasse (30 januari 1945)[1][5] en 2e Klasse (30 januari 1945)[1][5] met Zwaarden

## U-bootcommando
- U 10 - 5 jan. 1939 - 15 okt. 1939: 2 patrouilles (33 dagen)
- U 64 - 16 dec. 1939 - 13 april 1940: 1 patrouille (8 dagen)
- U 124 - 11 juni 1940 - 7 sep. 1941: 5 patrouilles (222 dagen)